# اپلبی (تگزاس)
اپلبی، تگزاس(به انگلیسی: Appleby, Texas) شهری در ایالت تگزاس از ایالات جنوبی ایالات متحده آمریکا است. در سرشماری سال ۲۰۰۰، جمعیت این شهر ۴۴۴ نفر اعلام شد.